# Heart Don't Lie
Heart Don't Lie è il terzo album della cantautrice e ballerina statunitense LaToya Jackson, pubblicato su LP e MC nel 1984 e ristampato nel 2012 su CD dalla Funky Town Grooves con l'aggiunta di 7 bonus track.

## Descrizione
L'album fu prodotto da Amir Bayyan, fratello di Khalis Bayyan e Robert Bell e membro dei Kool & the Gang, che fu messo sotto contratto da Joe Jackson, il padre di LaToya e allora anche suo manager, quando questi ebbe ascoltato le demo. 
LaToya partecipò alle sessioni di registrazione in maniera frammentaria in un periodo di sei mesi. Al disco partecipò una pletora di ospiti musicali, tra i quali Shalamar's, Howard Hewett, il gruppo musicale reggae-pop Musical Youth, i membri dei Kool & the Gang e i fratelli di LaToya Marlon, Janet e Tito, che coprodusse il brano Frustration.
Il lato A dell'LP si chiude con una reinterpretazione di un brano di Prince, Private Joy. 
Jackson e Bayyan scrissero insieme la traccia Reggae Nights, che alla fine fu però scartata e ceduta a Jimmy Cliff, il quale ne fece un singolo di successo, nominato ai Grammy Awards. La stessa canzone fu poi reincisa dalla Jackson stessa e pubblicata nel 1991 nel suo album No Relations.

## Tracce
1. Think Twice – 4:41 (Amir Bayyan, LaToya Jackson)
2. Heart Don't Lie – 4:37 (Amir Bayyan, Donna Johnson, LaToya Jackson)
3. Bet'cha Gonna Need My Lovin' – 4:29 (Amir Bayyan, Cynthia Huggins, Kelly Barreto)
4. Private Joy – 4:51 (Prince)
5. Hot Potato – 4:41 (Amir Bayyan, LaToya Jackson)
6. I Like Everything You're Doin' – 4:36 (Gregory Radford, Meekaaeel Muhammad)
7. Frustration – 4:47 (Chuck Gentry, Howard Hewett)
8. Without You – 4:10 (Amir Bayyan, LaToya Jackson)

## Accoglienza e successo commerciale
Il periodico The Afro-American definì il brano di apertura Think Twice "rockettaro" e paragonò Hot Potato a un brano di Evelyn King. Dave Marsh di Rolling Stone descrisse l'album "ammirabile".